# 72 Геркулеса
72 Геркулеса (лат. 72 Herculis), w Геркулеса (лат. w Herculis), HD 157214 — кратная звезда в созвездии Геркулеса на расстоянии приблизительно 47 световых лет (около 14,5 парсек) от Солнца. Возраст звезды определён в среднем как около 5,35 млрд лет.

## Характеристики
Первый компонент (TYC 2596-1317-1) — жёлтый карлик спектрального класса G0V, или G0. Видимая звёздная величина звезды — +5,38m. Масса — около 0,86 солнечной, радиус — около 1,13 солнечного, светимость — около 1,331 солнечной. Эффективная температура — около 5819 K.
Второй компонент (TYC 2596-50-1) — жёлтый карлик спектрального класса G. Видимая звёздная величина звезды — +10,78m. Радиус — около 1,12 солнечного, светимость — около 1,067 солнечной. Эффективная температура — около 5551 K. Удалён на 308,1 угловых секунды.
Третий компонент (UCAC3 246-124929) — жёлтый карлик спектрального класса G. Видимая звёздная величина звезды — +13,3m. Радиус — около 0,95 солнечного, светимость — около 0,692 солнечной. Эффективная температура — около 5390 K. Удалён от второго компонента на 5,7 угловых секунды.
Четвёртый компонент (WDS J17207+3228D). Видимая звёздная величина звезды — +9,01m. Удалён на 396,4 угловых секунды.
Пятый компонент (WDS J17207+3228E). Видимая звёздная величина звезды — +10,36m. Удалён на 302,2 угловых секунды.
Шестой компонент (WDS J17207+3228F). Видимая звёздная величина звезды — +10,67m. Удалён на 374 угловых секунды.

## Планетная система
В 2019 году учёными, анализирующими данные проектов HIPPARCOS и Gaia, у звезды обнаружена планета.